# Neftegorsk
Pour les articles homonymes, voir Neftegorsk (homonymie).
Neftegorsk (en russe : Нефтегорск) est une ville de l'oblast de Samara, en Russie, et le centre administratif du raïon à Neftegorsk. Sa population s'élevait à 18 119 habitants en 2017.

## Géographie
Neftegorsk est située à 83 km au sud de Samara et à 939 km au sud-est de Moscou.

## Histoire
Neftegorsk est fondée en 1960 dans le cadre de la mise en exploitation d'un gisement de pétrole. Elle devient une commune urbaine en 1966 et reçoit le statut de ville en 1989.

## Population
Recensements (*) ou estimations de la population
| 1970*  | 1979*  | 1989*  | 2002*  | 2010*  | 2012   |
| ------ | ------ | ------ | ------ | ------ | ------ |
| 11 789 | 15 249 | 18 895 | 19 388 | 19 254 | 18 899 |

| 2013   | 2014   | 2015   | 2016   | 2017   | - |
| ------ | ------ | ------ | ------ | ------ | - |
| 18 639 | 18 488 | 18 358 | 18 242 | 18 119 | - |

## Économie
L'économie repose sur l'extraction de pétrole et de gaz naturel ainsi que sur le traitement du gaz : entreprise OAO Samaraneftegaz (ОАО "Самаранефтегаз"). L'industrie légère comprend une usine de chaussures et des entreprises de produits alimentaires.